# Kazajistán en los Juegos Olímpicos de Río de Janeiro 2016
Kazajistán estuvo representado en los Juegos Olímpicos de Río de Janeiro 2016 por un total de 104 deportistas que compitieron en 17 deportes. Responsable del equipo olímpico es el Comité Olímpico Nacional de Kazajistán, así como las federaciones deportivas nacionales de cada deporte con participación.
El portador de la bandera en la ceremonia de apertura fue el practicante de taekwondo Ruslan Zhaparov.

## Medallistas
El equipo olímpico de Kazajistán obtuvo las siguientes medallas:
| Nombre                 | Deporte      | Competición            |
| ---------------------- | ------------ | ---------------------- |
| Oro                    |              |                        |
| Daniyar Yeleusinov     | Boxeo        | Wélter (69 kg) M       |
| Nicat Rəhimov          | Halterofilia | 77 kg M                |
| Dmitri Balandin        | Natación     | 200 m braza M          |
| Plata                  |              |                        |
| Vasili Levit           | Boxeo        | Pesado (91 kg) M       |
| Adilbek Niyazymbetov   | Boxeo        | Semipesado (81 kg) M   |
| Zhazira Zhapparkul     | Halterofilia | 69 kg F                |
| Yeldos Smetov          | Judo         | –60 kg M               |
| Guiuzel Maniurova      | Lucha libre  | 75 kg F                |
| Bronce                 |              |                        |
| Olga Rypakova          | Atletismo    | Triple salto F         |
| Ivan Dychko            | Boxeo        | Superpesado (+91 kg) M |
| Dariga Shakimova       | Boxeo        | Medio (69-75 kg) F     |
| Farjad Jarki           | Halterofilia | 62 kg M                |
| Karina Goricheva       | Halterofilia | 63 kg F                |
| Alexandr Zaichikov     | Halterofilia | 77 kg M                |
| Otgontsetseg Galbadraj | Judo         | –48 kg F               |
| Elmira Syzdykova       | Lucha libre  | 69 kg F                |
| Yekaterina Larionova   | Lucha libre  | 63 kg F                |